# Centrale nucleare di Krümmel
La centrale nucleare di Krümmel (in tedesco Kernkraftwerk Krümmel (KKK)) è una centrale nucleare della Germania situata presso la località di Geesthacht nello Schleswig-Holstein. La centrale è composta da un reattore BWR per complessivi 1410 MW di potenza.
La centrale, già inattiva dal 28 Giugno 2007 a causa di un incidente, è stata permanentemente dismessa il 6 Agosto 2011 in seguito al disastro di Fukushima.